# Iglesia de San Ginés de Arlés (Madrid)
La iglesia de San Ginés es un templo católico bajo la advocación de san Ginés de Arlés, sede de la parroquia homónima de la ciudad española de Madrid. Sus fachadas están situadas en el n.º 13 de la calle del Arenal (norte), el 8 de la calle de Bordadores (oeste), la plazuela de San Ginés (sur) y el Pasadizo de San Ginés (este), en el distrito Centro. El edificio fue construido a mediados del siglo XVII, y junto a las pinturas y esculturas que alberga en su interior, forma un importante conjunto histórico, artístico y arquitectónico del Madrid de los Austrias.

## Historia
Las primeras referencias a un templo dedicado a san Ginés de Arlés en Madrid datan de comienzos del siglo XII, estimándose que el origen del culto al santo francés podría remontarse al momento mismo de la conquista de Madrid, cuando Raimundo de Borgoña, yerno de Alfonso VI, estableció en 1086 su campamento, con sus huestes formadas por borgoñones y francoprovenzales, en las proximidades del emplazamiento del templo actual.
La primera referencia documental es un privilegio otorgado por Alfonso VII en 1156 por el que concedía a la iglesia el señorío sobre las aldeas de Salvanés, Valdearacete y Valdecetias. Sin embargo, el Fuero de Madrid de 1202 no hace mención de ella entre las parroquias madrileñas, lo que podría deberse a su ubicación en un arrabal extramuros de la población: Arrabal de San Ginés. Todavía en 1467 era, con la de San Martín, monasterio benedictino, la única situada extramuros. En 1358 una bula papal de Inocencio VI, con ocasión de un robo sacrílego, concedió indulgencia plenaria a cuantos participasen en el desagravio. Por ello en la fachada oeste del edificio (Calle de los Bordadores) figura un relieve con el escudo de este pontífice.
El establecimiento de la capitalidad en Madrid significó un incremento notable de su feligresía, lo que motivó obras de reforma y ampliación y la creación, como anejo parroquial, de la iglesia de San Luis Obispo. Pero las obras hechas a finales del siglo XVI no bastaron para impedir la ruina del edificio, cimentado sobre un suelo arenoso, y en 1641 se derrumbó parcialmente. En junio de ese mismo año el gobernador de la archidiócesis de Toledo Diego de Castejón y Fonseca concedió la autorización al párroco de San Ginés para construir un nuevo edificio. Dio las trazas fray Lorenzo de San Nicolás, encargándose de su construcción el alarife Juan Ruiz. En 1645 ya estaba concluido el cuerpo de la iglesia, y en 1659 la capilla de la congregación del Santo Cristo de la Redención, costeada en parte por Felipe IV, hermano mayor de la congregación. Sin embargo, la construcción de otros elementos se prolongó hasta 1672, el mismo año en que falleció Ruiz.
La iglesia sufrió tres incendios (1724, 1756 y 1824), seguidos de otras tantas restauraciones. El actual aspecto neoclásico de su decoración interior se debe a la segunda de las reformas hechas en el siglo XVIII, con intervención de Juan de Villanueva por encargo de la Real Academia de Bellas Artes de San Fernando. En 1869, el Ayuntamiento de la capital, por medio del arquitecto José María Aguilar, decidió transformar el lado norte, que daba a la Calle del Arenal, una vía que se estaba convirtiendo en una de las más importantes del Madrid decimonónico. La propuesta de Aguilar, que difería mucho del estilo del siglo XVII propio de San Ginés, no agradó al obispado, quien a través del párroco, José Moreno Montalbo, expresaba así su oposición al proyecto:

Déjese el Sr. Aguilar de renacimientos muy a propósito para lucirse, pero no para provecho de mi iglesia, donde como vieja y de fundación poco adornada, no pegan demasiado...
José Moreno Montalbo

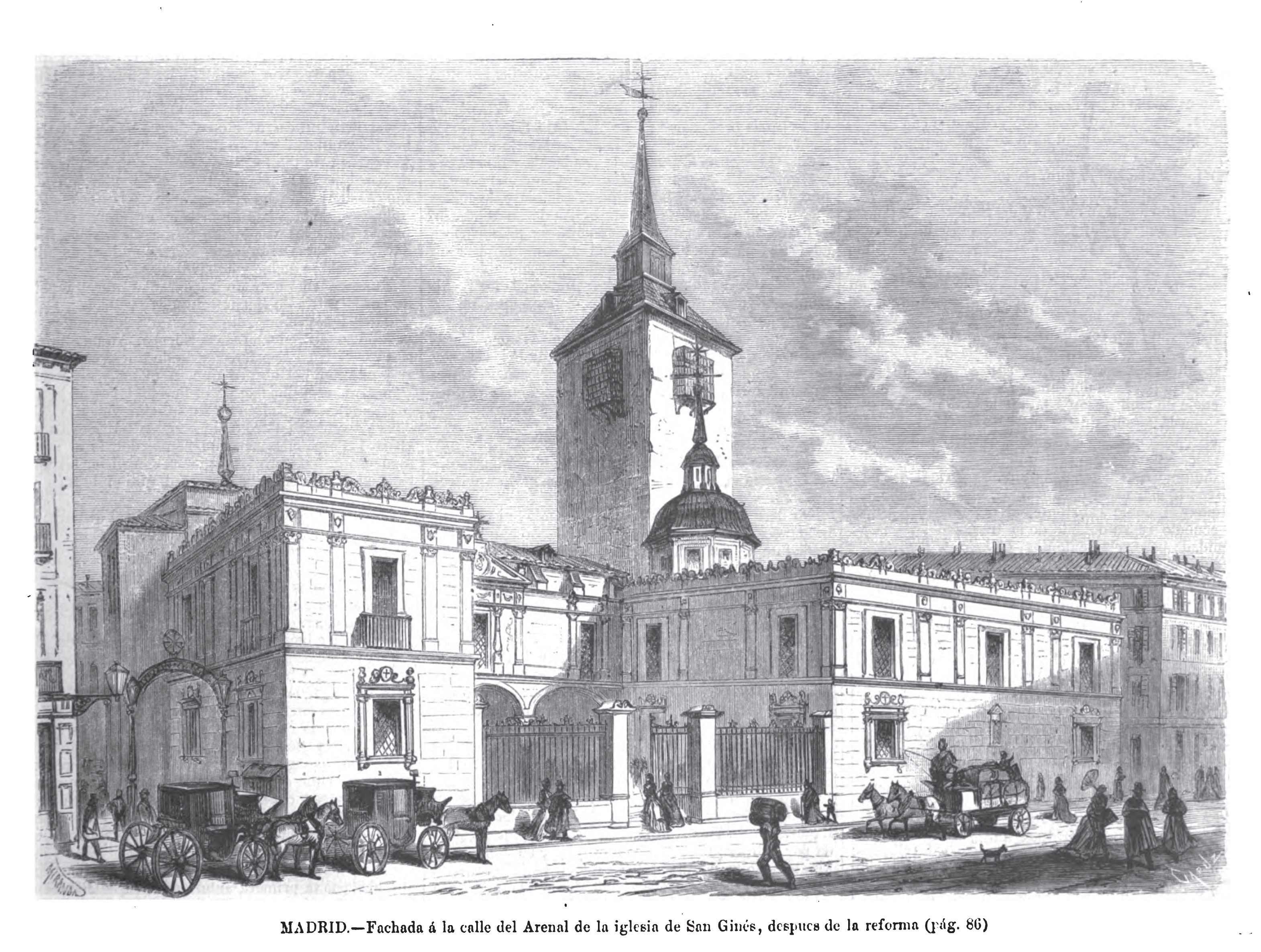
Fachada a la calle del Arenal de la iglesia hacia 1872, después de la reforma

A pesar de ello se ejecutó finalmente la obra (1870-1872), caracterizada fundamentalmente por sus arcos carpaneles y estilo neo-plateresco. A su término, el aspecto de la mencionada fachada había cambiado radicalmente. No obstante, para no romper totalmente con la continuidad, se añadieron ciertos elementos decorativos del trabajo de Aguilar (que ahora serían comunes) a las demás caras del edificio.
A fines del siglo XIX se arreglaron varios desperfectos en los tejados, canalizaciones e interiores. En 1903 se revocaron (aunque no en profundidad) los muros exteriores, que se hallaban muy deteriorados.

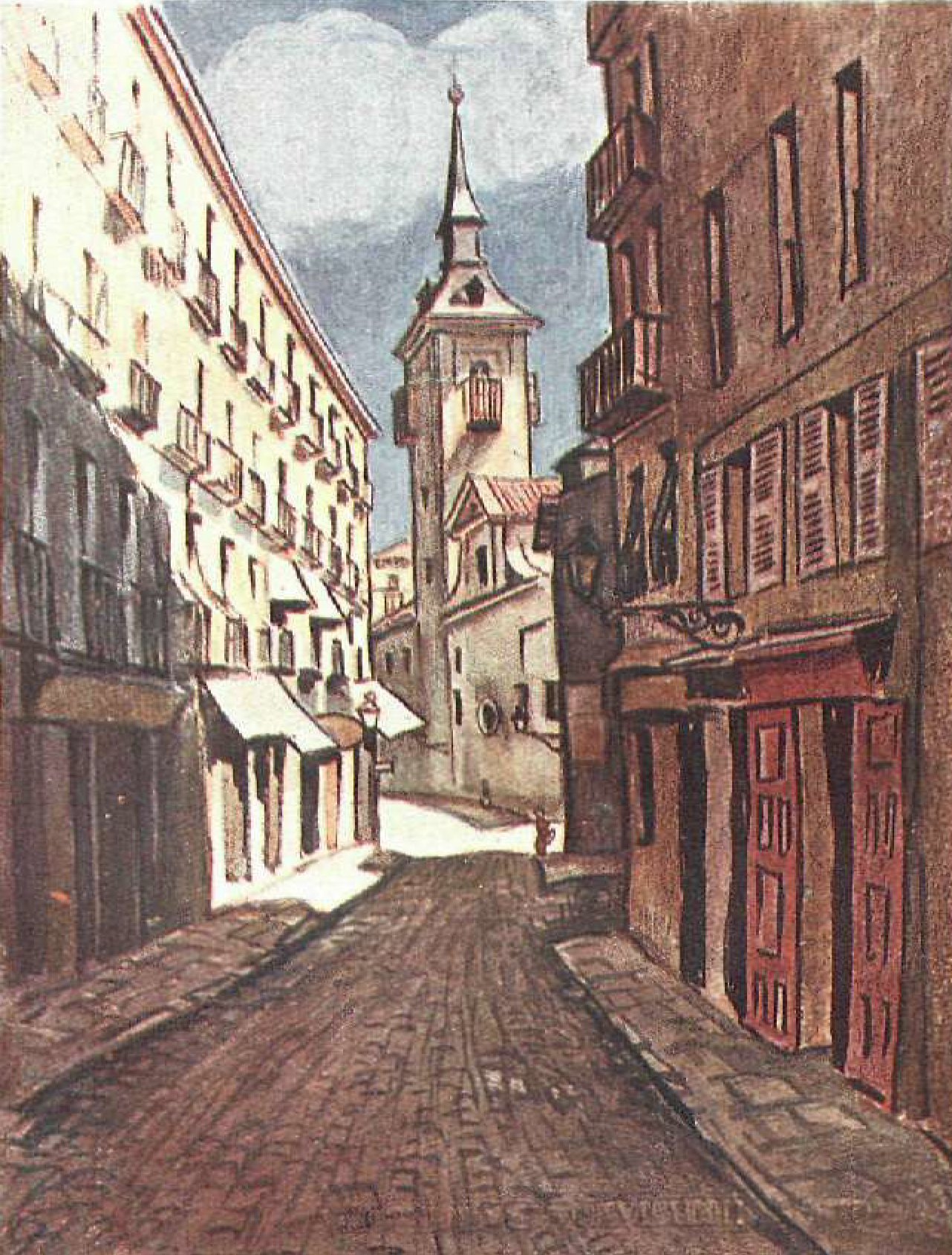
La iglesia de San Ginés desde la calle de Bordadores. Ilustración de Sancha (La Esfera, 1924)

Durante la Guerra Civil (1936-1939), San Ginés permaneció cerrada, exceptuando algunas dependencias que fueron empleadas por la República como cuartel militar. A causa de esto último, la construcción sufrió el impacto de proyectiles, y en los años 40 y 50 tuvieron que ser reparados los daños ocasionados.
De 1956 a 1964 se hizo el último gran conjunto de obras en el edificio, que planificó el arquitecto José Luis Marín, a la sazón hermano del entonces párroco, José Ignacio Marín Núñez de Prado. Se pretendía, sobre todo, restaurar y consolidar los muy deteriorados cimientos, pero también intervenir en el interior y remodelar completamente el exterior. Con esto último se buscaba dar nuevamente al templo la apariencia que tuvo en el siglo XVII, típica del Madrid de los Austrias. Por ello, se levantó totalmente el revoco de todos los muros, y se reconstruyó la fábrica original: ladrillo macizo alternando con cajas de mampostería de pedernal. En la torre, en cambio, se mantuvo el ladrillo original. Además, se sustituyó la ornamentación decimonónica y neoplateresca de los vanos por otra más semejante a la del siglo XVII.
La fachada de la calle del Arenal fue drásticamente reformada por Marín: las ventanas del segundo cuerpo se reemplazaron por balcones; se construyó un tercer cuerpo, en el que figuran dos ventanas a los lados y una hornacina en el centro; se remató la fachada con un frontón triangular terminado en cruz; se cambiaron las columnas de los arcos inferiores por otras toscanas; y en la pared del fondo del atrio se añadieron dos óculos decorados con vidrieras. En la galería de acceso se colocó una cartela conmemorativa de sucesos memorables ocurridos en el templo: entre ellos, el funeral de Tomás Luis de Victoria o el bautismo de Francisco de Quevedo.

## Descripción

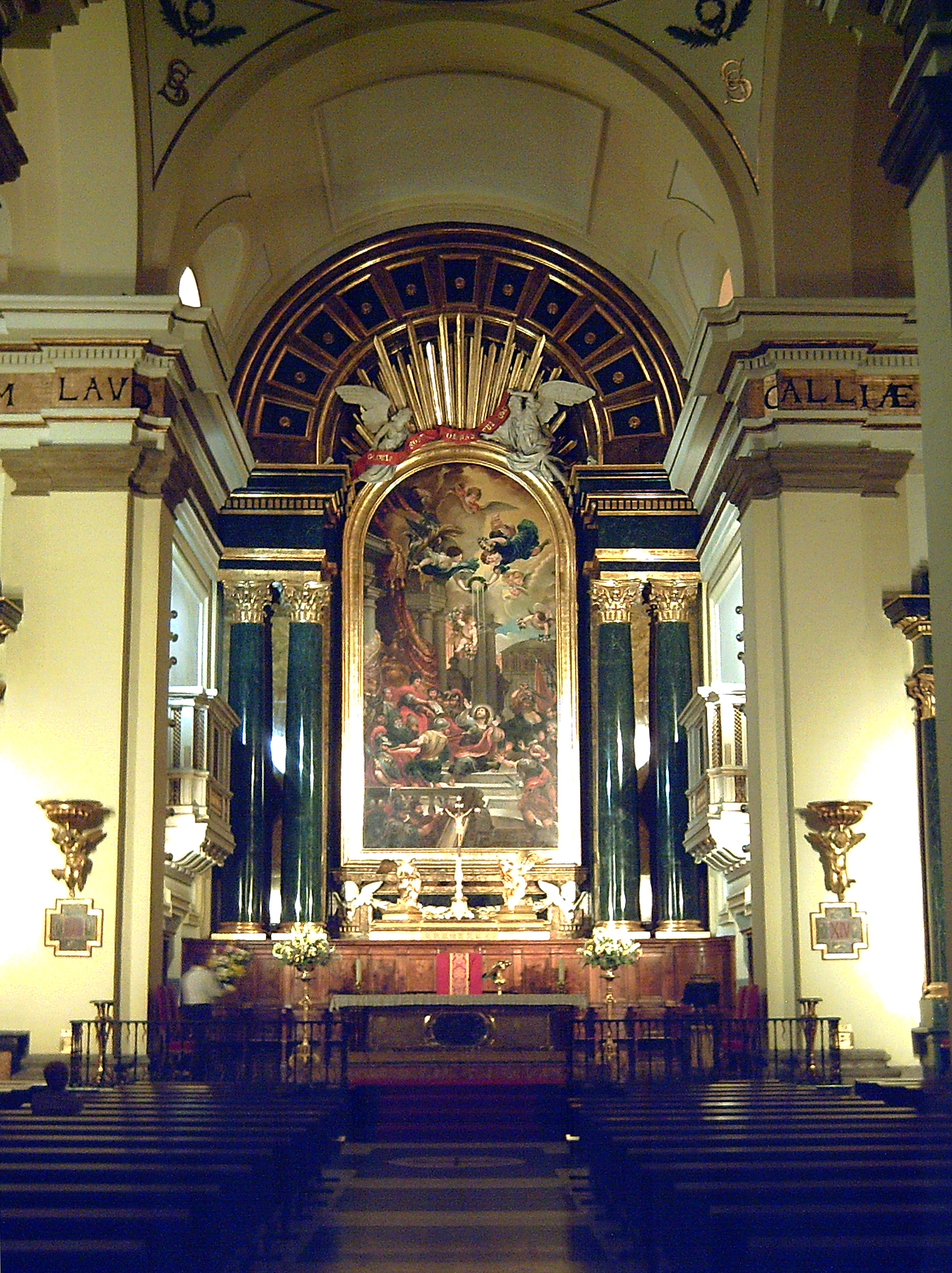
Interior de la iglesia

La estructura actual corresponde a la reconstrucción del templo tras el derrumbe del primitivo y posiblemente mudéjar en 1641. Es un edificio de ladrillo y mampostería con portada a los pies y otra en el lado del Evangelio a la que se accede desde un atrio. Tiene torre cuadrangular a los pies, de cuatro cuerpos, con cuatro campanas, las dos más primitivas de 1566. El remate es un hermoso chapitel madrileño de pizarra que incorpora una gran verticalidad a la construcción.
El interior es de tres naves, amplia la central, con capillas profundas en los laterales, crucero y presbiterio rectangular y coro en alto a los pies. Se cubre con bóveda de cañón con lunetos soportada por pilastras de orden toscano. Arcos torales de medio punto. Sobre el crucero se alza una cúpula sobre pechinas, sin tambor ni linterna. Las capillas laterales se cubren también con cúpulas vaídas sobre pechinas. Distinta es la del Santísimo Cristo a los pies, casi iglesia independiente y con portada propia al atrio, de planta de cruz latina, bóveda de cañón con lunetos y cúpula sobre pechinas cubriendo el crucero, con tambor y linterna, decorada toda ella con mármoles de colores y pintura en estuco fingiendo mármol en la nave.
Un incendio provocó la destrucción de la cúpula y los cubrimientos de las tres naves que se renovaron en el siglo XVIII, y en 1824 otro incendio destruyó la cabecera. El aspecto actual del interior, en lo decorativo, corresponde a lo que Tormo llamó la «limpieza castigada del siglo XVIII». Autor de esa restauración neoclásica fue Juan de Villanueva, correspondiéndole la decoración del friso que recorre la nave, con la historia del martirio de san Ginés inscrita en letras cubitales sobre fondo dorado.

## Patrimonio artístico

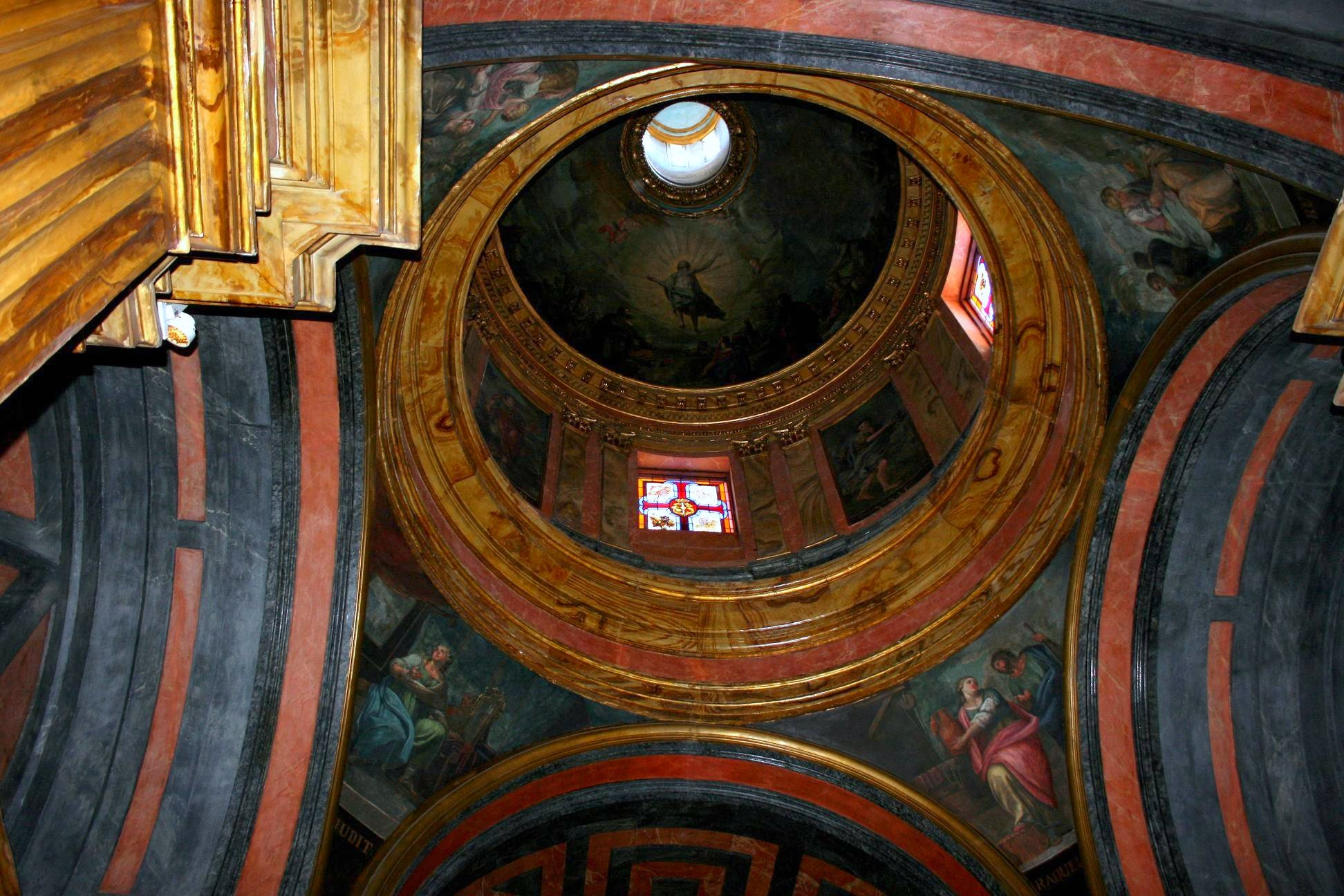
Cúpula con pinturas al fresco de José Sánchez Villamandos, en la capilla del Santísimo Cristo de la Redención

La Parroquia de San Ginés, a pesar de lamentables pérdidas, que llevaron a escribir a Elías Tormo en 1927 que «hace muchos años que (salvo la Congregación del Cristo) ha perdido todas las obras de arte castizo que tuvo», cuenta actualmente con una importante colección artística, que se ha visto incrementada con las obras de remodelación global llevadas a cabo entre 2002 y 2009, en las que se han incorporado diecisiete pinturas más tres en depósito del Museo del Prado.

### Cabecera
En la cabecera del templo se localizan tres retablos de estilo neoclásico y factura moderna, al ser la zona más afectada por el incendio de 1824. Los colaterales están dedicados a la Virgen de Valvanera, de la Real congregación de naturales y oriundos de La Rioja, con talla atribuida a Pedro Alonso de los Ríos, salvada del incendio, y San José, presidido por una talla relacionada con Juan Adán. El altar mayor es obra de Juan Antonio Cuervo, quien se encargó como arquitecto con el consenso de la Real Academia de Bellas Artes de San Fernando de la restauración llevada a cabo en 1826; sigue el modelo del que existía antes de ese incendio, que no era ya el retablo barroco proyectado por Francisco Rizi, y lo ocupa el gran cuadro del Martirio de San Ginés firmado por José San Martín, «recreación» del óleo destruido de Rizi, del que la iglesia conserva el boceto.
Las obras de arte de mayor valor, sin embargo, se encuentran al pie de la nave y distribuidas por las capillas, una distribución que ha variado con el paso del tiempo y que en su actual estado es como sigue:

### Obras de arte al pie de la nave

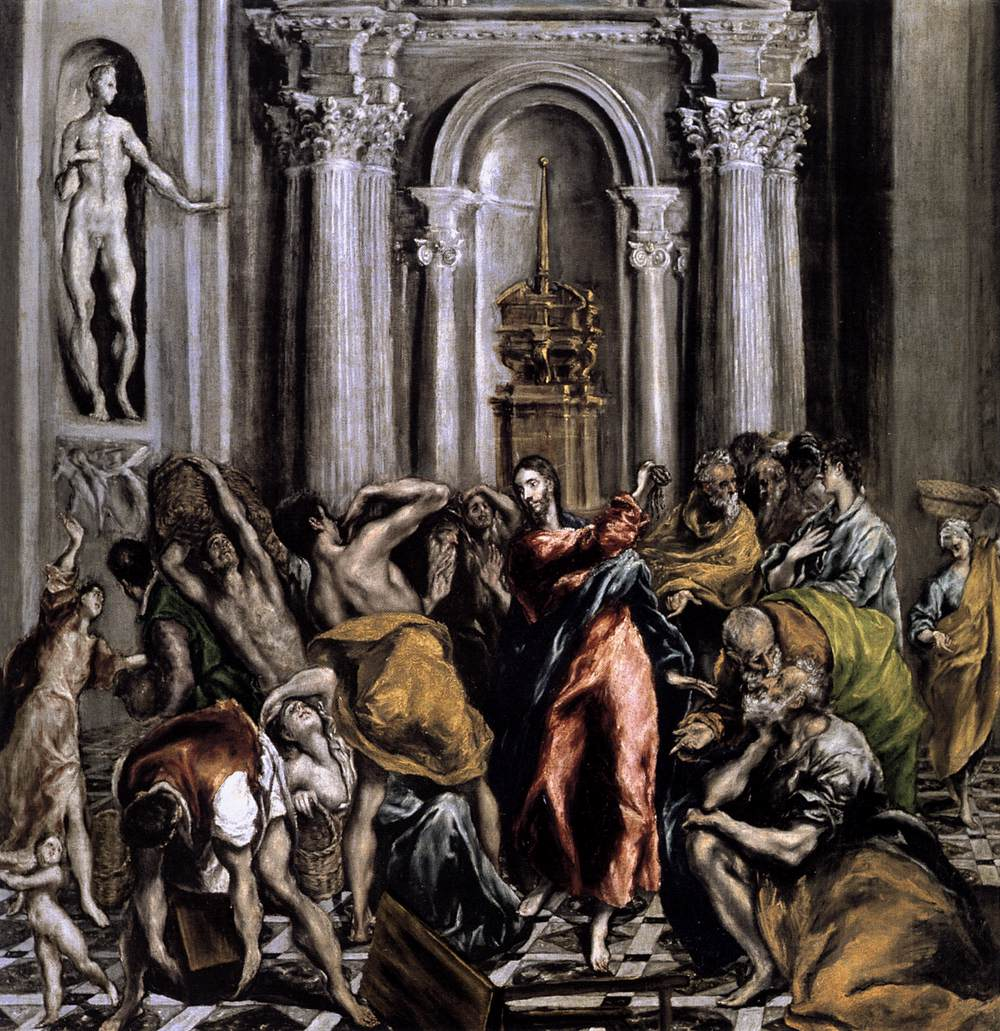
El Greco, La purificación del templo, hacia 1610-1614, óleo sobre lienzo, 106 x 104 cm

Entrando al templo por la nave del Evangelio se encuentra en primer lugar la llamada Capilla Bautismal, en la que se localiza un lienzo de la Anunciación de Luca Giordano, copia de un original de Tiziano conservado en Santo Domingo Maggiore de Nápoles. El cuadro, junto con una Oración del huerto perdida y del mismo autor, fue adquirido en 1669 por la Congregación del Santísimo Cristo para su capilla. En el mismo lugar se encuentran dos tallas en madera policromada del siglo XVIII, un San Juan Bautista de estilo de Juan Pascual de Mena y un Cristo resucitado de escuela madrileña.
En el costado opuesto, lado de la Epístola, se encuentra una de las obras maestras de la iglesia (únicamente se muestra los sábados por la mañana de 11,30 a 12 h), la Expulsión de los mercaderes del templo o Purificación del templo del Greco, que es la última de las versiones que de este asunto dejó el pintor cretense y la única de formato vertical por el mayor desarrollo del escenario arquitectónico. El cuadro, que había pertenecido a la colección del Almirante de Castilla, fue adquirido por la Congregación del Santísimo Cristo en 1705 y permaneció en su capilla hasta la remodelación iniciada en 2002.

### Capillas del lado del Evangelio

#### Capilla del Santísimo Cristo de la Redención

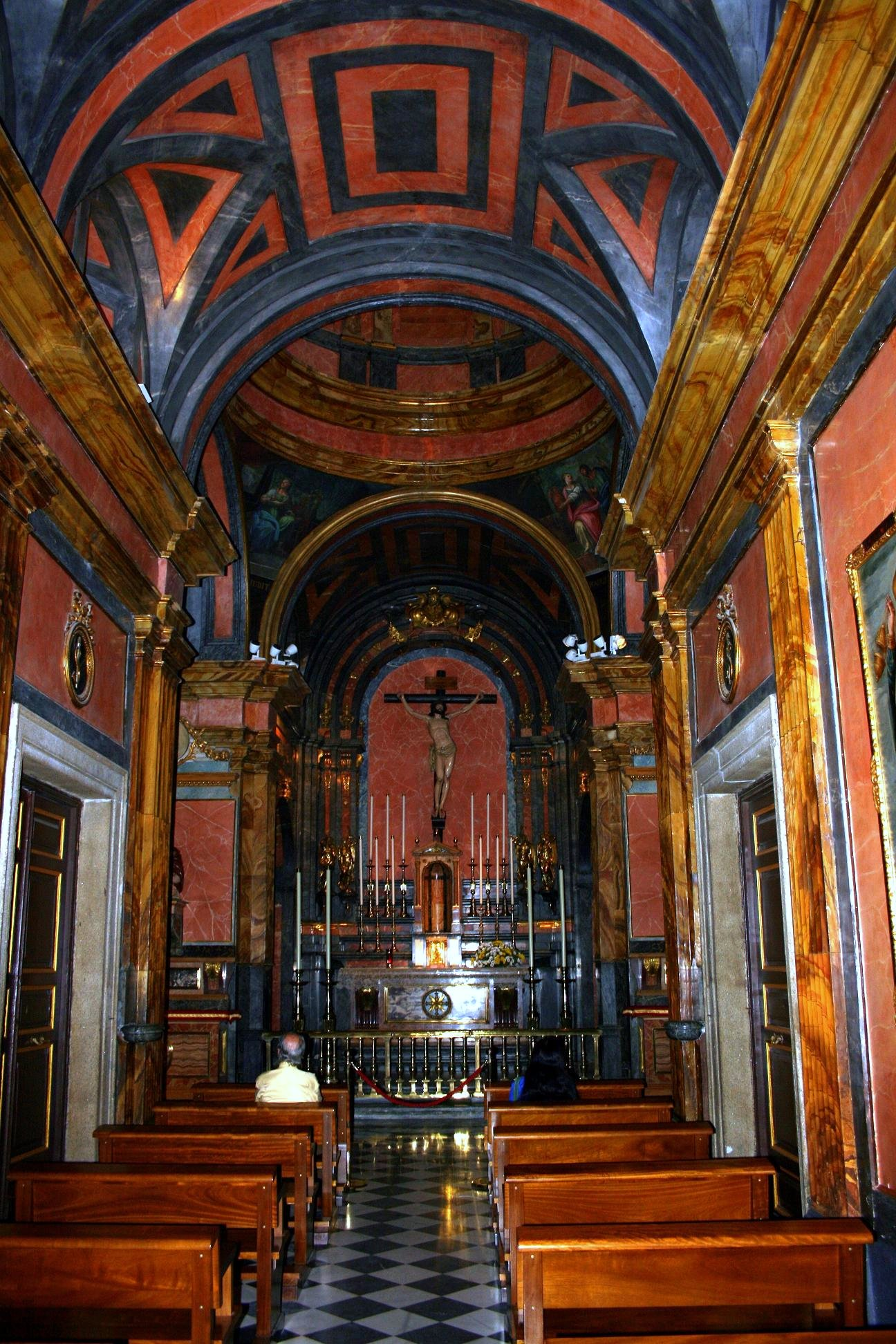
Interior de la Real Capilla del Santísimo Cristo de la Redención

La primera y más destacada del templo es la Capilla del Santísimo Cristo de la Redención. De planta de cruz latina, como pequeña iglesia adosada a la principal, se cubre con mármoles de colores grises, rojos y anaranjados, bronces dorados en los ornamentos y pintura en estuco imitando mármol en la nave. En sus muros cuelgan las siguientes pinturas:
- Arcángeles Barachiel y Sealtiel, atribuidos a la primera etapa de Antonio de Pereda.
- El Salvador, obra maestra firmada y fechada por Antonio de Pereda en 1655. Procedente del convento de las Capuchinas, donde lo vio Antonio Palomino, que dijo de él que «pintó... con tan extremada belleza, que parece no pudo tener otra fisonomía Cristo Señor nuestro, por ser tanta su perfección, que arrebata los corazones; de suerte, que por sólo esta imagen merece su autor nombre inmortal». Se incorporó en 2007 a la iglesia de San Ginés.[16]
- El Buen Pastor con dos niños pastores de Gerard Seghers, obra de poco común iconografía.
- Cristo de la humildad, original de Alonso Cano datado hacia 1643. La escena se sitúa en un paisaje en el que se aprecia un edificio que se ha relacionado con el convento de madres Dominicas de Loeches, fundación del conde duque de Olivares, protector del pintor. Durante su restauración se puso de manifiesto que en un primer momento Cano dispuso el grupo de la Virgen y san Juan Bautista con un tamaño mucho mayor, reduciéndolos luego, con lo que ganó el paisaje, a fin de centrar la atención en el cuerpo de Cristo, sentado y encorvado aguardando la crucifixión.[17]
- Lamentación sobre Cristo muerto, firmado por Michiel Coxcie.

El altar de esta capilla, diseñado por Sebastián Herrera Barnuevo y en cuya ejecución (1676) participó Virgilio Fanelli, cuenta con un Cristo Crucificado de Alfonso Giraldo Bergaz, ejecutado en la primera década del siglo XIX, y cuatro ángeles en bronce dorado de Pompeo Leoni. En la cúpula, pinturas al fresco de José Sánchez Villamandos, documentado en la segunda mitad del siglo XVIII, representando cuatro mujeres fuertes de la Biblia en las pechinas, otros tantos varones bíblicos en el tambor y la Ascensión en el cascarón.

#### Capilla de la Virgen del Amor Hermoso
En dirección hacia la cabecera la primera de las capillas es la dedicada a la Virgen del Amor Hermoso, talla de Mariano Bellver y Collazos colocada en retablo neoclásico rematado con un medallón de la Educación de la Virgen. A sus lados sendas tallas menores del natural de San Joaquín y Santa Ana, padres de la Virgen, atribuidas a Juan Adán. En los muros laterales dos lienzos de Antonio Palomino, recibidos en depósito del Museo del Prado, que representan el Sueño de san José y Pentecostés, concebidos con un sentido escenográfico plenamente barroco. Originalmente ambos lienzos, acabados en medio punto, formaron parte de un retablo de la iglesia de los Trinitarios Calzados de Madrid.

#### Capilla de la Soledad
Sigue la capilla de la Soledad o de los Barrionuevo, por haber pertenecido a García de Barrionuevo, padre de Jerónimo de Barrionuevo, célebre autor de los Avisos de Madrid. Se encuentra en ella un retablo de mediados del siglo XVIII encargado por la Real Congregación del Apóstol Santiago, ya desaparecida, con un lienzo en el ático de Andrés de la Calleja, encargado en 1743 y dedicado a la Virgen de la Barca, patrona de Mugía, apareciéndose al apóstol. En la hornacina central, la imagen original de Santiago ha sido sustituida por una talla barroca de vestir de la Virgen de la Soledad. En los muros laterales se conservan, del tiempo de la fundación, la estatua orante de García de Barrionuevo, obra de Michelangelo Naccherino (1607), unos relicarios italianos en madera de ébano y bronce y un retablo presidido por un Cristo crucificado con una serie de bustos de santos en los laterales. El contrato de este retablo se firmó en 1608 con Juan de Porres, colaborador de Leoni, siendo las tallas del Cristo y de los bustos probablemente obra italiana de la misma época.

#### Capilla de la Virgen de Guadalupe
Anteriormente dedicada a san Nicolás de Bari, toda su decoración, excepto la talla del santo en el ático del retablo (del siglo XIX), es obra moderna, inaugurada en 1969. En ella se conserva una copia de la Virgen de Guadalupe, Patrona de Úbeda (Jaén), y en su retablo se disponen lienzos que muestran algunos de los monumentos más representativos de la ciudad jiennense. También del siglo XIX se encuentra un cuadro de José Gutiérrez de la Vega representando a la Virgen del Rosario y santo Domingo de Guzmán, libremente inspirado en Murillo.

### Capillas del lado de la Epístola

#### Capilla de la Virgen del Carmen
Primera desde la cabecera, contiene un retablo moderno imitando el estilo neoclásico, con una escultura de la Virgen titular de comienzos del siglo XIX y dos ángeles con lámparas poco anteriores. Lo más interesante de esta capilla son los dos lienzos de la Inmaculada que cuelgan de sus paredes. El primero, procedente de la Capilla del Santísimo Cristo, se atribuye a José Antolínez, conocido por su múltiples versiones de este tema, y muestra su característico tratamiento de la túnica imitando la textura de la seda. El segundo está firmado por Francisco Camilo en 1656 y pertenece a las nuevas adquisiciones. Se trata de una obra muy significativa de su producción, en la que se muestra excelente seguidor de las escuelas veneciana y flamenca además de un consumado pintor de flores.

#### Capilla de la Sagrada Familia
Presidida por un lienzo de la Sagrada Familia atribuido a Antonio de Lanchares, ingresado en 2008. Es obra característica de la pintura madrileña de las primeras décadas del siglo XVII y cercana a otras de Eugenio Cajés, maestro de Lanchares. Sobre el altar se encuentra un busto de San Jerónimo en talla de Juan Alonso Villabrille y Ron, parroquiano de esta iglesia, restaurada en 1741 por Luis Salvador Carmona. Originalmente fue escultura de cuerpo entero, dañada en el citado incendio de 1824.
En el muro derecho cuelga el Martirio de San Ginés de Francisco Rizi, firmado y fechado en 1681, boceto para el gran cuadro de altar que presidía el templo hasta su destrucción en 1824. Obra de gran dinamismo barroco y color flamenco cerrada por ricas arquitecturas clásicas. Frente a él cuelga un óleo de la Virgen de Nuria atribuido a Félix Castello del que se puede destacar la calidad del paisaje pintado sobre la gruta que cobija la imagen de la Virgen románica.

#### Capilla de la Virgen de la Cabeza
La advocación de la capilla y su decoración de azulejos es moderna, datando de 1932 la creación de la cofradía dedicada a la patrona de Andújar por los jiennenses residentes en Madrid.

#### Capilla de Nuestra Señora de las Angustias

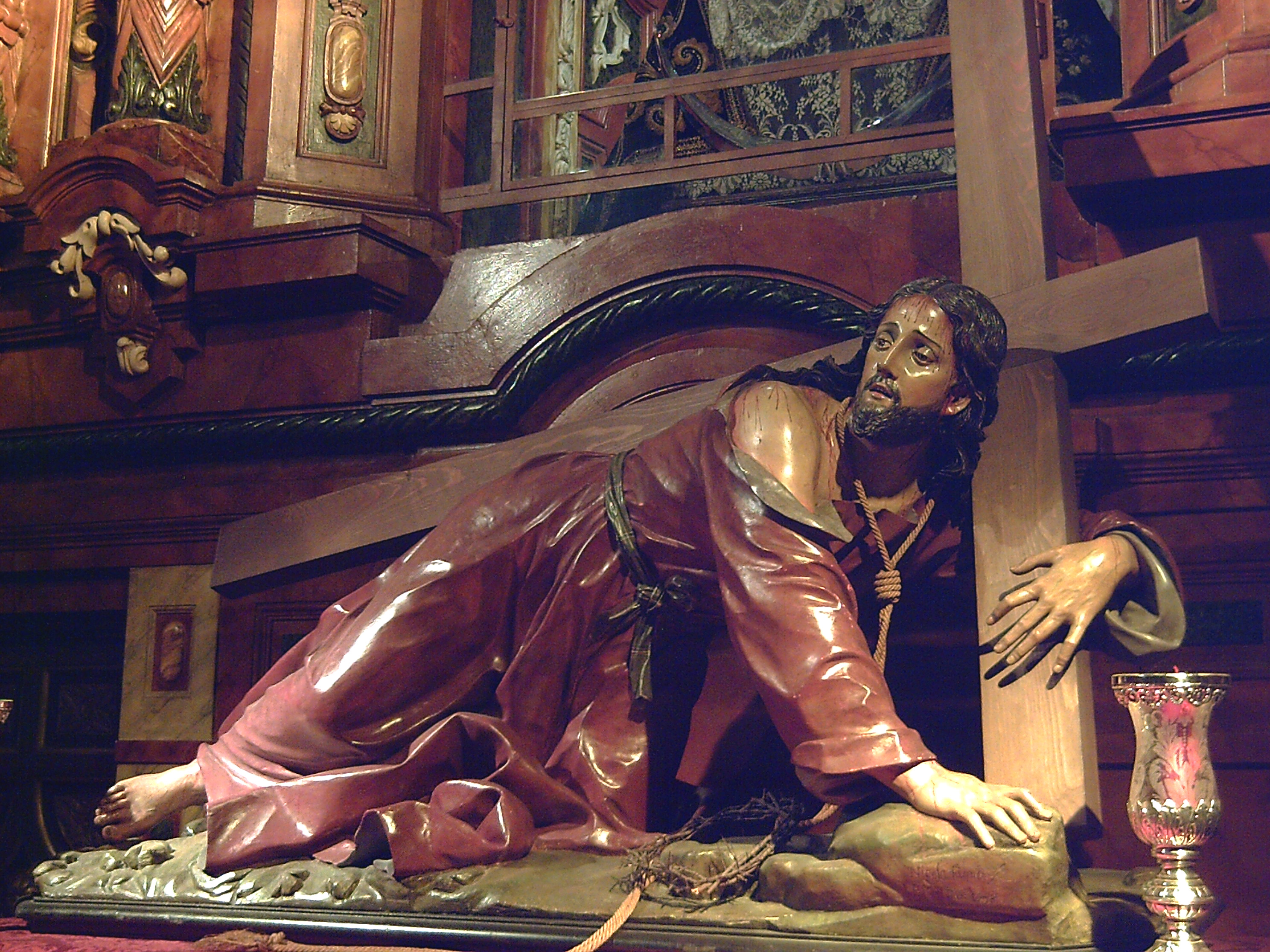
Santísimo Cristo de la Salud
(1698), escultura de Nicola Fumo

La capilla se formó en el siglo XX, cegando la puerta que daba a la Plazuela, dedicándose a la patrona de Granada. Su decoración, de la década de 1930, recuerda las recargadas iglesias barrocas andaluzas. Ante el altar y bajo la imagen de la Virgen de las Angustias, se ha colocado una talla del Santísimo Cristo de la Salud, obra del napolitano Nicola Fumo firmada y fechada en 1698. Esta talla fue regalada a la Congregación del Santísimo Cristo, para su cripta, por el marqués de Mejorada el mismo año de su firma, junto con otras dos de Giacomo Colombo (Ecce Homo y Cristo atado a la columna) actualmente depositadas en la catedral de la Almudena.

#### Capilla de la Inmaculada Concepción
Ocupa el retablo mayor imitando el estilo neoclásico un lienzo de la Inmaculada de Antonio González Ruiz con recuerdos de Giambattista Tiépolo. En los muros dos lienzos, incorporados en 2009, de Peter van Lint, seguidor de Rubens, representando la Adoración de los pastores y la Adoración de los magos.

#### Capilla de Nuestra Señora del Castillo
Antes dedicada a la Virgen de los Remedios, con retablo de comienzos del siglo XIX como las tallas que lo integran de San José, San Juan Evangelista y San Antonio de Padua. Bajo el altar se encuentra enterrada Pilar Cimadevilla, niña de diez años. En los muros un lienzo de Cristo crucificado en ambiente nocturno de José Jiménez Donoso.
En esta capilla se conservaba desde 1522 un gran caimán disecado bajo el altar a los pies de la Virgen. Fue regalado como ex voto por el Aposentador Alonso de Montalbán, funcionario al servicio de los Reyes Católicos, en agradecimiento a la Virgen a raíz de un suceso vivido por Montalbán y su esposa y tenido por milagroso durante su destino en América en 1499. Un documento guardado en el archivo parroquial entre los papeles de la Congregación de Nuestra Señora de los Remedios explica el suceso:

En tiempos de los Reyes Católicos, doña Isabel y don Fernando, en uno de los viajes que hizo a Indias Alonso de Montalbán, su Aposentador, cuando volvía a España con otros caballeros, llegaron a Portobelo en busca de alimentos, y por tres veces les acometió un feroz caimán o lagarto marino. Perseguidos por él, saltaron a tierra para matarle, y fueron arrimándose a un árbol, junto al cual le alancearon, y alzando los ojos al cielo dicho Montalbán (...) vieron sobre las ramas de dicho árbol a esta devotísima imagen de Nuestra Señora con gran resplandor y admiración suya, bajáronla de él (...) y condujéronla al barco, experimentando su protección durante el viaje (...)
Archivo Histórico de San Ginés

De forma parecida contaba el suceso Jerónimo de la Quintana, quien explicando la presencia del «lagarto marino» en la iglesia localizaba el suceso en 1522 y afirmaba que la imagen de la Virgen se halló bajo el caimán.

### Sacristía
La sacristía guarda una mesa italiana del siglo XVI con tablero de mármol con incrustaciones y un lavabo del mismo siglo regalados por Isabel II. Piezas de plata y ornamentos litúrgicos de los siglos XVIII y XIX. Dos tallas en madera policromada de Santo Domingo de La Calzada y Santo Domingo de Silos que estuvieron el altar de la Virgen de Valvanera, y algunas pinturas de interés: un lienzo de la Virgen con el Niño, de escuela italiana del siglo XVII, Cristo crucificado, atribuido a Francisco Rizi, Buen Pastor de Cristóbal García Salmerón, óleo que forma parte de un Apostolado propiedad del Museo del Prado, San Juan Bautista, réplica de un cuadro de Mateo Cerezo conservado en el Museo de Kassel, y San José con el Niño de Miguel Jacinto Meléndez, siguiendo una composición de Juan Carreño de Miranda.
En el archivo parroquial se conservan las partidas bautismales de la infanta Catalina Micaela, segunda hija de Felipe II, bautizada el 19 de octubre de 1567, y de Francisco de Quevedo (26 de septiembre de 1580); actas matrimoniales de Lope de Vega con Isabel de Urbina (10 de mayo de 1588) y de Francisco Javier de Goya y Bayeu, hijo de Francisco de Goya, que actuó como padrino (8 de julio de 1805); y partidas de defunción del músico Tomás Luis de Victoria y de los pintores Juan Pantoja de la Cruz, Juan van der Hamen, Juan de Espinosa, Juan Bautista Martínez del Mazo y Francisco Herrera el Viejo.